# John Le Fondré Jr
John Alexander Nicholas Le Fondré, né en 1966 à Jersey, est un comptable et député aux États de Jersey. Il est ministre en chef de Jersey de 2018 à 2022.

## Biographie
John Le Fondré Junior est le fils de John Le Fondré Sénior, ancien député aux États de Jersey et ancien président du Comité des ports et aéroport de Jersey. Son nom a été donné au hall des départs de l'aéroport de Jersey.
John Le Fondré Junior fait des études universitaires à l'université Kingston située dans le Grand Londres dans le domaine de la comptabilité et des finances. Il suit également des études comptables internationales à Montpellier dans la Montpellier Business School ce qui lui permet de parfaire sa connaissance du français. Il travaille comme comptable pour le cabinet d'audit comptable et financier Ernst & Young, à la fois à Jersey et au Luxembourg. John Le Fondré est membre de l'ISACA qui est une association professionnelle internationale dont l'objectif est d'améliorer la gouvernance des systèmes d'information, notamment par l'amélioration des méthodes d'audit informatique.
En 1997, il est choisi comme trésorier du Comité du millénaire de Saint-Laurent, et à ce titre a également agi comme gestionnaire de projet pour la création du « sentier du millénaire de Saint-Laurent ». 
En 2005, il est élu député aux États de Jersey et représente la circonscription de Saint-Laurent. Il est adjoint au ministre des Finances jusqu'en 2007, date à laquelle il devient adjoint au ministre en chef Frank Walker.
Il est le trésorier de l'association organisatrice de la Bataille de fleurs de Jersey, le carnaval annuel de l'île Anglo-Normande. Il est également le trésorier du journal local Les Laurentins.
John Le Fondré est passionné par le tir sportif qu'il pratique. Il est également un entraineur qualifié du Royal Channel Island Yacht Club.